# Antoine de Lettes-Desprez de Montpezat
Antoine de Lettes-Desprez, Montpezat ura (Puissalicon, 1490 – Gabian, 1544 novembere) francia nemes, az I. Ferenc francia király idején zajló itáliai háborúk hadvezére, Languedoc kormányzója, élete végén Franciaország marsallja.

## Pályája
Apja, Antoine de Lettes, Montpezat ura és Puissalicon bárója, a Szent Mihály-rend lovagja és a királyi kamara nemese volt, édesanyja pedig Blanche des Prés a Montpezat-házból. Anyai nagybátyja, a gyermektelenül meghalt Antoine des Prés (másképp Desprez) végakaratának megfelelően annak családnevét is felvette. Fivére, II. Jean de Lettes Béziers püspöke lett, majd 1556-ban protestáns hitre tért, megházasodott és Svájcba távozott.
Az itáliai háborúk kiemelkedő hadvezére, Odet de Foix-Lautrec marsall (megh. 1528) kompániájában kezdte katonai szolgálatát egyszerű nehézlovasként (gendarme). Brantôme szerint részt vett az 1515-ös marignanói csatában. 1516-ban a Szent Mihály-renddel tüntették ki, 1520-ban pedig a királyi kamara nemese lett. 1525-ben a királlyal együtt fogságba esett a paviai csatavesztéskor. Madridi fogsága során felajánlotta a váltságdíját kifizető királynak, hogy az inasa lesz; a király rajta keresztül küldött üzeneteket és titkos utasításokat édesanyjának, a régensséget átvevő Savoyai Lujzának. V. Károlynál is több ízben megfordult I. Ferenc képviseletében. 1526-ban a beauce-i Égouville várnagya lett.
1527-ben meghalt apósa, Jacques du Fou, akitől megörökölte Poitou tartomány erdői és vizei felügyeletét, amit 1532. augusztus 12-én a terület sénéchalsága követett, André Vivonne de La Châtaigneraie utódaként.
Érdemeiért az állandó ún. ordonnance-kompániákban kapott kapitányi kinevezést 50 ember élére. 1528-ban részt vett Nápoly ostromában, majd 1531-ben Montluçon kapitányává nevezték ki. Tournai átadásakor a nyolc, VIII. Henriknek átadott túsz egyike volt. 1532-ben követként fordult meg Angliában.
1536-ban, a nyolcadik itáliai háború során tanúbizonyságot tett katonai erényeiről, amikor kevés embere élén védelmezte Fossano piemonti városát a Francesco di Saluzzo őrgróf vezette császáriaktól – végül hiába, mivel a császári főerők előbb érkeztek a városhoz, mint a francia felmentő sereg. 1537-ben Antoine de La Rochefoucauld admirális alatt védelmezte Marseille-t V. Károly ostromlóitól.
1541-ben a kegyvesztett connétable, Anne de Montmorency helyett Languedoc kormányzójává nevezték ki. 1542-ben részt vett a roussiloni Perpignan ostromában Henrik dauphin és Claude d'Annebault marsall oldalán.
1544. március 13-án, Robert Stuart d'Aubigny halálát követően marsallá nevezték ki, de röviddel ezután, novemberben meghalt Gabianban. A montpezat-i Szent Márton-templomban helyezték örök nyugalomra.

## Házassága, utódai

Lettes-Desprez de Montpezat marsall címere

1521. december 26-án vette feleségül Lyette du Fou-t, Jacques du Fou, a poitou-i Le Fou és a quercy-i Préau ura, valamint Jeanne d'Archia leányát. Gyermekeik:
- Melchior (†1572 k.),[2] akit „az udvar gyémántja” névvel illettek, a királyi szeretők (Anne de Pisseleu és Diane de Poitiers) hű szolgájaként lett ismert. 1560-ban vette feleségül Henriette-et, II. Honorat de Savoie későbbi marsall lányát, aki utóbb a Guise-házi Charles de Mayenne felesége lett;[2]
- Jacques des Prés-Montpezat (†1572), Montauban püspöke, a hugenották elleni harcok során 1589-ben gyilkosság áldozata lett;
- II. Jacques (†1552), Metz ostrománál esett el;
- Balthazarde, Jean de Lévis caylusi gróf, majd 1536-os diszpenzáció alapján fivére és örököse, Antoine de Lévis caylusi gróf, rouergue-i sénéchal és kormányzó felesége. Második férjétől született fia, Jacques de Lévis de Caylus III. Henrik egyik kegyence volt;
- Gasparde, Christophe de Saint-Priest, Saint-Chamont ura, Vivarais kormányzójának felesége;
- Hilaire des Prez († 1575); 1541-től Claude de Lévis, Couzan urának felesége;
- Louise des Prez († 1595), 1571-től Nonenque karthauzi kolostorának apátnője.

## Fordítás
- Ez a szócikk részben vagy egészben  az   Antoine de Lettes-Desprez de Montpezat című francia Wikipédia-szócikk ezen változatának fordításán alapul.  Az eredeti cikk szerkesztőit annak laptörténete sorolja fel. Ez a jelzés csupán a megfogalmazás eredetét és a szerzői jogokat jelzi, nem szolgál a cikkben szereplő információk forrásmegjelöléseként.
- Ez a szócikk részben vagy egészben  az   Antoine de Lettes-Desprez de Montpezat című német Wikipédia-szócikk ezen változatának fordításán alapul.  Az eredeti cikk szerkesztőit annak laptörténete sorolja fel. Ez a jelzés csupán a megfogalmazás eredetét és a szerzői jogokat jelzi, nem szolgál a cikkben szereplő információk forrásmegjelöléseként.